# Читлук (Козарска Дубица)
Читлук је насељено мјесто у општини Козарска Дубица, Република Српска, БиХ. Према попису становништва из 1991. у насељу је живјело 425 становника.

## Становништво
Према попису становништва из 1991. године, мјесто је имало 425 становника.
| Демографија | Демографија | Демографија |
| Година      | Становника  | Становника  |
| ----------- | ----------- | ----------- |
| 1948.       | 812         |             |
| 1953.       | 727         |             |
| 1961.       | 750         |             |
| 1971.       | 660         |             |
| 1981.       | 577         |             |
| 1991.       | 425         |             |